# Coprates Mensa
La Coprates Mensa è una struttura geologica della superficie di Marte.